# 웨스턴오스트레일리아주

웨스턴오스트레일리아주는 오스트레일리아에서 가장 넓은 주이다. 주도는 퍼스(영어: Perth)이다. 면적은 2,645,615 km2로, 러시아의 사하 공화국에 이어 세계에서 두 번째로 가장 큰 행정 구역에 속한다. 주 전체 인구는 2021년 기준으로 276만 명이며, 오스트레일리아 전체 인구의 11%에 달한다. 주도는 퍼스로 인구는 약 140만 명이 거주하고 있으며, 나머지 인구는 주 전체에 걸쳐 고루 분포하고 있다. 북쪽과 서쪽으로는 인도양, 남쪽으로는 남극해, 북동쪽으로는 노던 준주, 남동쪽으로는 사우스오스트레일리아주와 접한다.
웨스턴오스트레일리아주를 유럽인이 처음 발견한 것은 1616년 네덜란드 탐험가 디르크 하르토흐에 의해서였다. 첫 발견 이후에도 한동안 원주민의 영역으로 남아 있었으나, 1826년 12월 뉴사우스웨일스 식민지 정부가 파견한 에드먼드 로키어 소령의 탐험대가 이곳에 유럽인 최초의 마을을 건설하였다. 로키어 소령은 오늘날 올버니 시에 죄수들을 병력으로 삼은 군사 주둔지를 세웠으며, 1827년 1월 21일 영국 왕실은 아직 자신들의 소유지로 편입하지 않고 있던 오스트레일리아 서부 일대의 소유권을 로키어 소령에게 넘기는 것으로 공식 승인하였다. 1829년에는 스완 리버 식민지가 건설되기 시작하였는데 이 지역은 오늘날 웨스턴오스트레일리아주의 수도 퍼스 일대에 해당된다.
1831년 9월 16일, 지금의 퍼스로부터 동쪽으로 97km 떨어진 위치에 웨스턴오스트레일리아주 최초의 본토 식민지인 요크가 세워졌다. 이후 1890년 웨스턴오스트레일리아에 책임정부가 수립되었으며 1901년에는 오스트레일리아 내 다른 영국 식민지와 함께 오스트레일리아 연방에 가입하였다. 오늘날 웨스턴오스트레일리아주의 경제는 주로 광업, 석유·천연가스 채굴, 서비스업과 건설업에 의존하고 있다. 웨스턴오스트레일리아주의 생산 규모는 오스트레일리아 전체 수출량 가운데 46%에 달하며, 세계 최대의 철광석 산지로 알려져 있다. 지역 별칭은 "야생화의 주" (The Wildflower State)이다.

## 자연환경
대부분 건조한 오지로 이루어져 있다. (면적의 80%가 사막이다.)인도양은 사우스오스트레일리아의 북쪽과 서쪽에 있다.

## 기후
| Western Australia의 기후    | Western Australia의 기후 | Western Australia의 기후 | Western Australia의 기후 | Western Australia의 기후 | Western Australia의 기후 | Western Australia의 기후 | Western Australia의 기후 | Western Australia의 기후 | Western Australia의 기후 | Western Australia의 기후 | Western Australia의 기후 | Western Australia의 기후 | Western Australia의 기후 |
| 월                          | 1월                      | 2월                      | 3월                      | 4월                      | 5월                      | 6월                      | 7월                      | 8월                      | 9월                      | 10월                     | 11월                     | 12월                     | 연간                     |
| --------------------------- | ------------------------ | ------------------------ | ------------------------ | ------------------------ | ------------------------ | ------------------------ | ------------------------ | ------------------------ | ------------------------ | ------------------------ | ------------------------ | ------------------------ | ------------------------ |
| 역대 최고 기온 °C (°F)      | 49.8 (121.6)             | 50.5 (122.9)             | 48.1 (118.6)             | 45.0 (113.0)             | 40.6 (105.1)             | 37.8 (100.0)             | 38.3 (100.9)             | 41.2 (106.2)             | 43.1 (109.6)             | 46.9 (116.4)             | 48.0 (118.4)             | 49.8 (121.6)             | 50.5 (122.9)             |
| 역대 최저 기온 °C (°F)      | 0.9 (33.6)               | 0.5 (32.9)               | −0.8 (30.6)              | −2.2 (28.0)              | −5.6 (21.9)              | −6.0 (21.2)              | −6.7 (19.9)              | −7.2 (19.0)              | −5.1 (22.8)              | −5.0 (23.0)              | −2.1 (28.2)              | 0.0 (32.0)               | −7.2 (19.0)              |
| 출처: Bureau of Meteorology |                          |                          |                          |                          |                          |                          |                          |                          |                          |                          |                          |                          |                          |